# 1779 w polityce

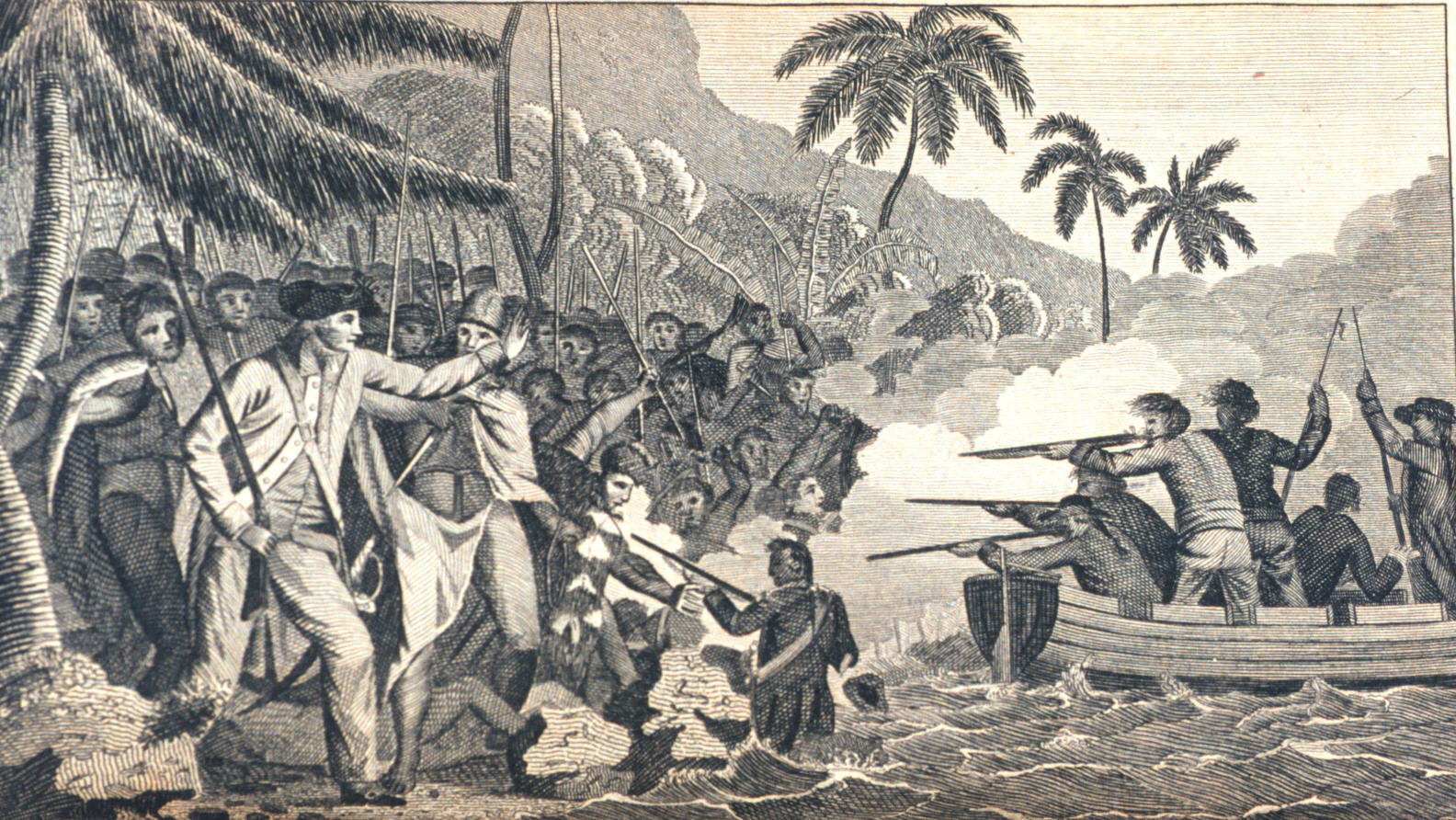
James Cook w potyczce z tubylcami

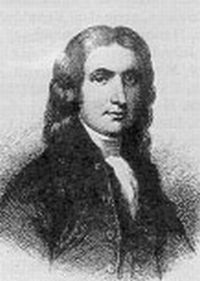
John Hart

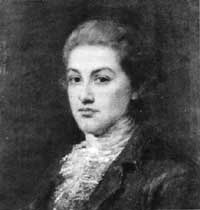
Thomas Lynch Jr.

Wydarzenia polityczne w 1779 roku.

## Wydarzenia
- 14 lutego James Cook, angielski odkrywca[1], zginął z rąk tubylców na Hawajach.

## Urodzili się
- 16 grudnia Franciszek Ksawery Drucki Lubecki, polski polityk[2].

## Zmarli
- 11 maja John Hart, sygnatariusz Deklaracji Niepodległości Stanów Zjednoczonych[3].
- 15 października Frederik Løvenørn, duński arystokrata i dowódca wojskowy[4].
- 10 listopada Joseph Hewes, sygnatariusz deklaracji niepodległości Stanów Zjednoczonych[5].
- 16 grudnia Go-Momozono, cesarz Japonii[6].
- Thomas Lynch Jr., sygnatariusz deklaracji niepodległości Stanów Zjednoczonych[7].